# Oberscheibe
Das Dorf Oberscheibe ist ein Ortsteil der Stadt Scheibenberg im sächsischen Erzgebirge.

## Geschichte

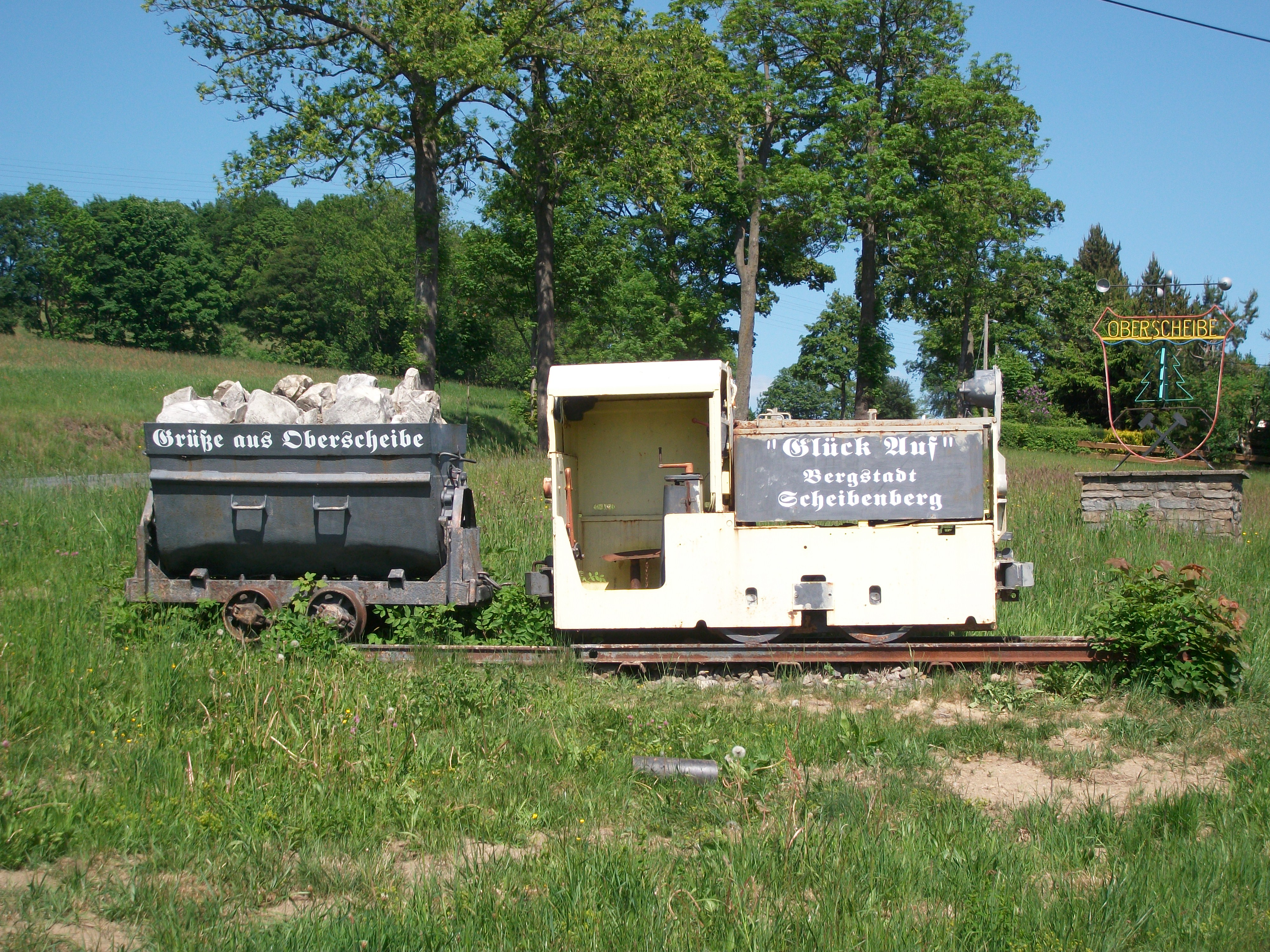
Scheibenberg mit Ortsteil Oberscheibe, Grubenlok mit Wappen von Oberscheibe

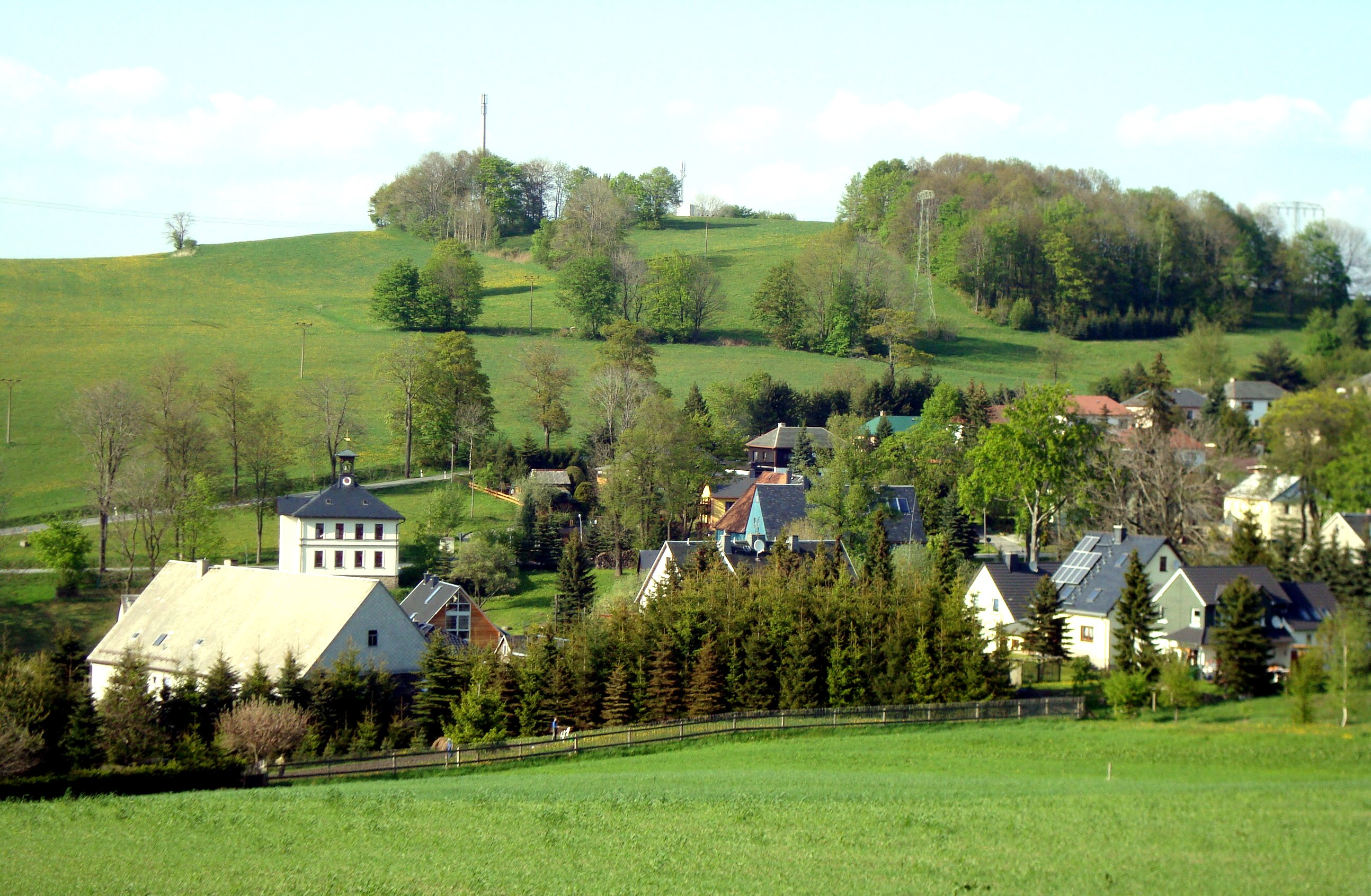
Blick auf Oberscheibe

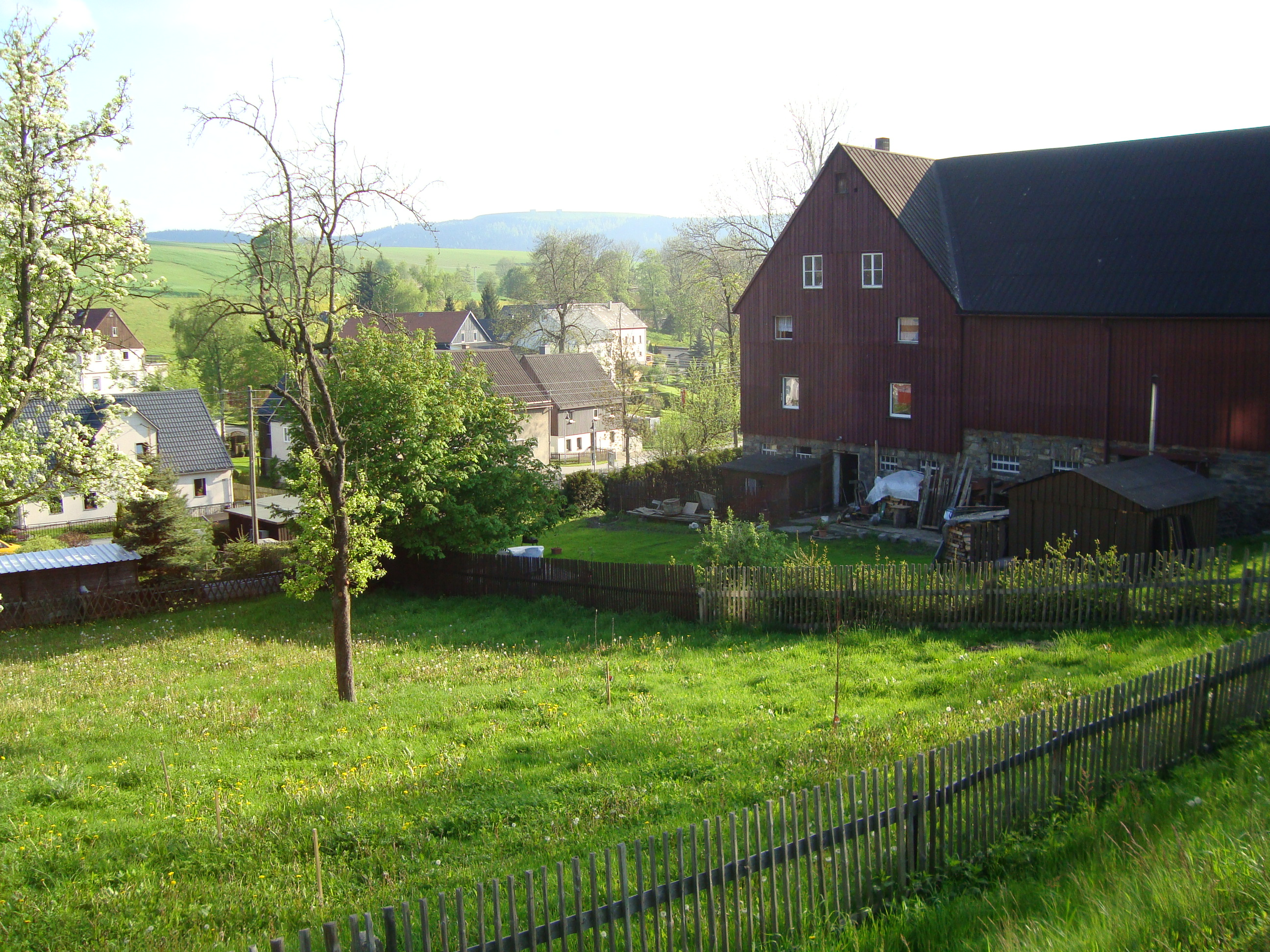
Blick auf Oberscheibe

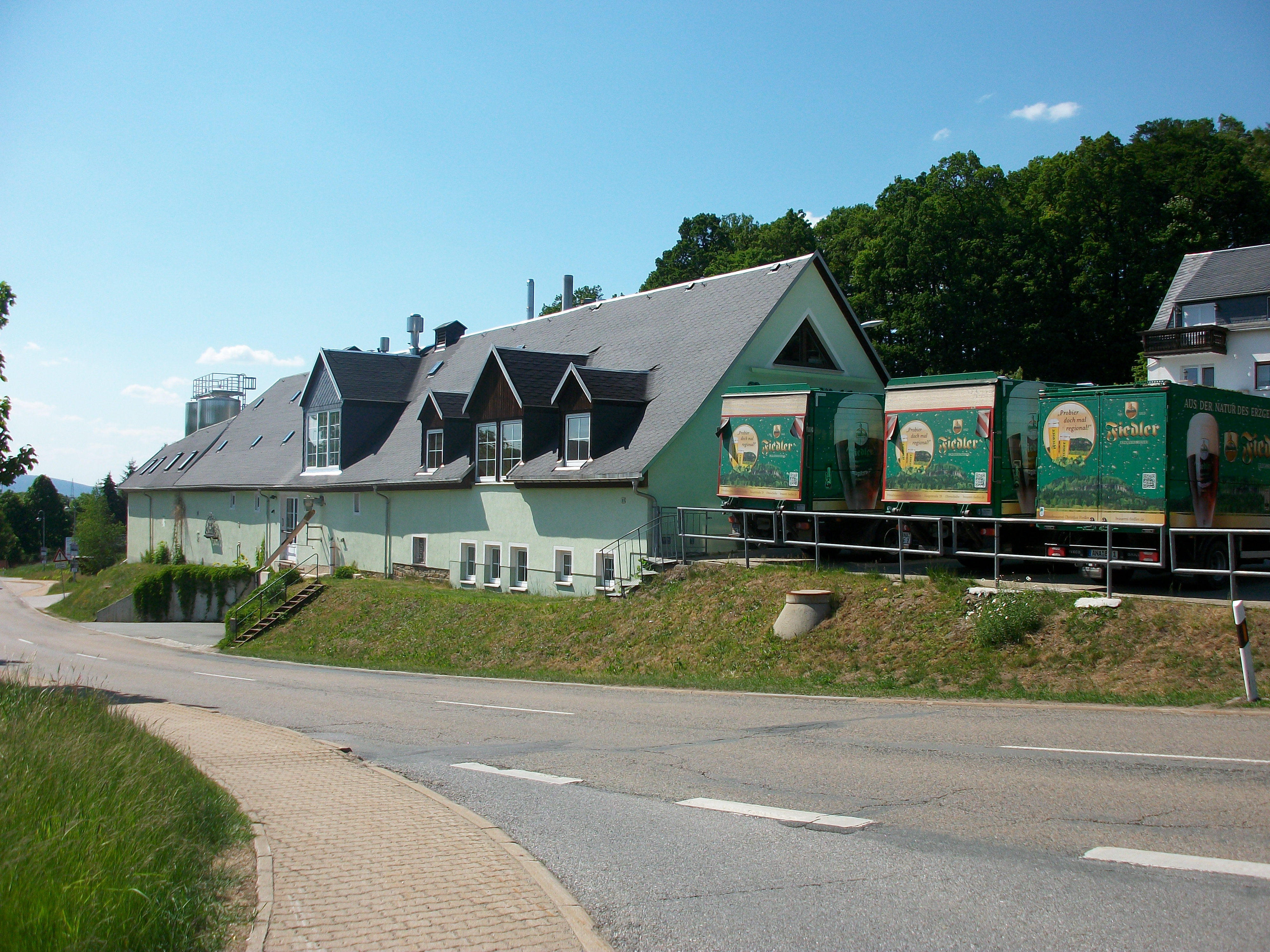
Brauerei Fiedler in Oberscheibe

Die Besiedlung des doppelreihigen Waldhufendorfs Oberscheibe wird, wie die der benachbarten Dörfer Markersbach, Raschau und Schwarzbach auf Ende des 12. Jahrhunderts angesetzt. Die urkundliche Ersterwähnung des Dorfs Schybe ist jedoch erst für 1402 nachweisbar, als es von der Grafschaft Hartenstein an das Kloster Grünhain verkauft wurde. In der Folge wurde das Territorium jedoch von der Grafschaft Hartenstein wieder eingelöst.
Als Anfang des 16. Jahrhunderts Silber am Scheibenberg gefunden wurde, ließen sich die einströmenden Bergleute auch in Oberscheibe nieder. Die daraus resultierende Überbevölkerung führte 1522 zur Gründung der benachbarten Bergstadt Scheibenberg, an das Oberscheibe Teile seiner Flur verlor. Als 1559 der oberwäldische Teil der Grafschaft Hartenstein durch die Brüder von Schönburg an den sächsischen Kurfürsten August verkauft wurde, wurde Oberscheibe Teil des Kurfürstentums Sachsen. Laut dem Schönburgischen Erbbuch hatte Scheuba 1559 31 besessene Mann, die Holzordnung des Amts Crottendorf nennt für 1560 hingegen nur 24 besessene Mann: 14 Begüterte auf 3 ¼ Hufen und 10 Häusler. 1732 werden 14 Begüterte, 19 Häusler und 6 Hausgenossen besteuert.
Oberscheibe besaß ein Erbgericht mit eigener Brauerei (heute Privatbrauerei Fiedler), eine eigene Winkelschule und zwei bereits 1547 bezeugte, vom Scheibner Bachel getriebene Mühlen. Viele erhalten gebliebene Halden und Mundlöcher zeugen vom einst regen Bergbau im Dorf. 1478 ist die Zeche „Maria Magdalena“ am Scheibenberg nachweisbar. Der Eisenerzstollen „Vater Abraham“ belieferte über Jahrhunderte die Eisenhammerwerke der Umgebung, insbesondere das Hammerwerk Obermittweida im Tal der Großen Mittweida. Weitere Bergwerke waren die „Alte Hilfe Gottes Fundgrube“ und der „Andreas Schacht“.
An der Straße nach Crottendorf befinden sich ein Kalkbruch und ein Kalkwerk, dessen Jahresproduktion um 1820 mit ca. 1000 Fässern Kalk angegeben wurde. 1965 wurden von den 45 Arbeitern des Betriebs 45000 Tonnen Kalk, der zum Großteil gebrannt und zu Düngekalk verarbeitet wurde, ausgebracht. Das Kalkwerk wurde 1990 stillgelegt und die untertägigen Grubenräume bis 2007 verwahrt.
Die Oberscheibner Einwohner gingen ursprünglich nach Markersbach in Kirche, mussten während der Reformationszeit eine katholische Kapelle in Mittweida besuchen und wurden schließlich 1539 nach Scheibenberg umgepfarrt.
Oberscheibe wurde am 1. Januar 1994 nach Scheibenberg eingemeindet.

## Verwaltung
Oberscheibe besitzt einen aus fünf Personen bestehenden Ortschaftsrat. Ortsvorsteherin ist Heike Flath, Personalkauffrau (FWBF), Stellvertreter ist Sven Gehler, Tischlermeister(CDU).
In den Stadtrat der Bergstadt Scheibenberg wurde Heike Flath, Personalkauffrau (FWBF) gewählt.

## Einwohnerentwicklung
| Jahr | Einwohnerzahl                            |
| ---- | ---------------------------------------- |
| 1559 | 31 besessene Mann                        |
| 1764 | 15 besessene Mann, 13 Häusler, 3 ¼ Hufen |
| 1834 | 229                                      |
| 1871 | 252                                      |
| 1890 | 270                                      |

| Jahr | Einwohnerzahl |
| ---- | ------------- |
| 1910 | 267           |
| 1925 | 278           |
| 1939 | 283           |
| 1946 | 288           |
| 1950 | 340           |

| Jahr | Einwohnerzahl |
| ---- | ------------- |
| 1964 | 292           |
| 1990 | 329           |
| 1993 | 329           |
| 2011 | 287           |
| 2020 | 262           |